# Cregg House Stables, Crusheen SAC
Cregg House Stables, Crusheen SAC este o arie protejată (sit de importanță comunitară — SCI) din Irlanda întinsă pe o suprafață de 0,02 ha, integral pe uscat.

## Localizare
Centrul sitului Cregg House Stables, Crusheen SAC este situat la coordonatele 52°59′17″N 8°50′36″W / 52.987988°N 8.84337°V.

## Înființare
Situl Cregg House Stables, Crusheen SAC a fost declarat sit de importanță comunitară în martie 2003 pentru a proteja un număr necunoscut de specii din flora spontană și fauna sălbatică aflate în arealul zonei.

## Biodiversitate
Situată în ecoregiunea atlantică, aria protejată nu include niciun habitat protejat.
La baza desemnării sitului se află un număr nedeclarat de specii protejate.